# Клане в Ястребино
Клането в Ястребино, известно с убийството на шестте ястребинчета, е разстрел, извършен на 20 декември 1943 г. Убити са 18 души, от които 6 са деца, като предлогът за това е укриване и подпомагане на партизани.
Екзекуцията е извършена от наборни войници на Втора картечна рота на 19-и пехотен шуменски полк, ръководена от запасния подпоручик Коста Йорданов. Подпоручик Йорданов в цивилния живот е учител, баща на две деца. Акцията е в изпълнение на писмена заповед да се изтребят помагачите и близките на нелегалните, с цел да се прекъснат връзките им с базите за подкрепа в разгара на зимата. Подпоручик Костадин Йорданов получава заповедта от командира на полка. Йорданов събира роднините на нелегалните от селото – няколко семейства с жените, децата и дядовците и ги нарежда на селския мегдан. Подкарват ги извън селото и в един дол ги разстрелват. Йорданов се престарава, като на място издава устна заповед за разстрел на жените и децата заедно с мъжете и старците. Часове след разстрела идва нова заповед акцията да бъде отменена, но твърде късно. Жертвите сред децата са:
- Стойне (6 г.), Иван (9 г.), Надежда (12 г.); Димитринка (11 г.), близначките Ценка и Цветанка (13 г.).

Убитите 18 души са от 6 различни семейства. Общото между тях е, че от всяко семейство има по един партизанин. Останалите жертви са: Стойне Станков, на 75 г., и съпругата му Наста, на 70 г., Рангел Дончев, на 57 г., и съпругата му Мара на 58 г. Петър Калайджийски, на 50 г. и съпругата му Стоянка, на 48 г., Иван Димитров Янков, на 55 г. и съпругата му Марийка, на 45 г., Петко Стоичков, на 56 г., и съпругата му Лазарка, на 51 г., Димитър Богословов, на 48 г., и съпругата му Станка, на 42 г. След разстрела всички са заровени в плитък гроб, който на следващия ден е разкопан, а телата на убитите са изгорени на клада, за да се прикрият следите от престъплението.
След Деветосептемврийския преврат от 1944 година част от извършителите на убийствата са съдени от т.нар. Народен съд, като получават относително леки присъди.
През 2021 година писателката Надежда Любенова изказва тезата, че масовото убийство е извършено от партизаните. Тя изтъква в  подкрепа на своята теза ниските присъди на обвинените войници, на фона на масовите смъртни присъди, издавани от Народния съд. Цитира се и спомени на местни хора, които твърдят, че убийствата са извършени, за да не бъде издадена землянката на нелегалните, случайно открита от жертвите. Твърди, че тези факти са потулвани през тоталитаризма чрез страх от репресии.
Днес на мястото, където са разстреляни 18-те души от с. Ястребино, има паметник. Той е издигнат през август 1946 г.